# Samīlān
Samīlān (persiska: سميلان) är en ort i provinsen Hormozgan i sydöstra Iran. Samīlān ligger 301 meter över havet och folkmängden uppgår till cirka 100 invånare.

## Geografi
Terrängen runt Samīlān är huvudsakligen kuperad. Samīlān ligger nere i en dal. Närmaste större samhälle är Rahbarān, 18,2 km norr om Samīlān. Trakten runt Samīlān är ofruktbar med lite eller ingen växtlighet. I trakten råder ett hett ökenklimat.